# Municipio de Chilton
El municipio de Chilton (en inglés: Chilton Township) es un municipio ubicado en el condado de Hettinger en el estado estadounidense de Dakota del Norte. En el año 2010 tenía una población de 34 habitantes y una densidad poblacional de 0,36 personas por km².

## Geografía
El municipio de Chilton se encuentra ubicado en las coordenadas 46°19′53″N 102°29′43″O / 46.33139, -102.49528. Según la Oficina del Censo de los Estados Unidos, el municipio tiene una superficie total de 93.86 km², de la cual 93,75 km² corresponden a tierra firme y (0,12 %) 0,11 km² es agua.

## Demografía
Según el censo de 2010, había 34 personas residiendo en el municipio de Chilton. La densidad de población era de 0,36 hab./km². De los 34 habitantes, el municipio de Chilton estaba compuesto por el 94,12 % blancos, el 5,88 % eran isleños del Pacífico. Del total de la población el 0 % eran hispanos o latinos de cualquier raza.